# アーノルダ (小惑星)
アーノルダ (1018 Arnolda) は小惑星帯に位置する小惑星。ハイデルベルクのケーニッヒシュトゥール天文台で、ドイツの天文学者カール・ラインムートによって発見された。
ドイツの学術雑誌Die Naturwissenschaftenの編集者Arnold Berlinerに因んで命名された。